# Alicios Theluji
Alicios Theluji (née Alice Zeluji Niyonsaba en 1990 à Goma dans le Nord-Kivu) est une auteure-compositrice-interprète congolaise,.